# Azerbaigian ai Giochi della XXXI Olimpiade
L'Azerbaigian ha partecipato ai Giochi della XXXI Olimpiade, che si sono svolti a Rio de Janeiro, Brasile, dal 5 al 21 agosto 2016. Gli atleti della delegazione sono stati 56.

## Medagliere
| Riepilogo quotidiano | Riepilogo quotidiano | Riepilogo quotidiano | Riepilogo quotidiano | Riepilogo quotidiano | Riepilogo quotidiano | Riepilogo quotidiano |
| -------------------- | -------------------- | -------------------- | -------------------- | -------------------- | -------------------- | -------------------- |
| Giorno               | Data                 |                      |                      |                      | Totale               |                      |
| 3º                   | 8                    | 0                    | 1                    | 0                    | 1                    |                      |
| 6º                   | 11                   | 0                    | 1                    | 0                    | 1                    |                      |
| 10º                  | 15                   | 0                    | 0                    | 1                    | 1                    |                      |
| 11º                  | 16                   | 0                    | 0                    | 2                    | 2                    |                      |
| 12º                  | 17                   | 0                    | 1                    | 1                    | 2                    |                      |
| 12º                  | 18                   | 0                    | 1                    | 2                    | 3                    |                      |
| 13º                  | 19                   | 0                    | 0                    | 3                    | 3                    |                      |
| 14º                  | 20                   | 1                    | 0                    | 1                    | 2                    |                      |
| 15º                  | 21                   | 0                    | 3                    | 0                    | 3                    |                      |
| Totale               | Totale               | 1                    | 7                    | 10                   | 18                   |                      |

### Per disciplina
| Sport       | Oro | Argento | Bronzo | Totale |
| ----------- | --- | ------- | ------ | ------ |
| Taekwondo   | 1   | 0       | 2      | 3      |
| Lotta       | 0   | 3       | 6      | 9      |
| Judo        | 0   | 2       | 0      | 2      |
| Canoa/kayak | 0   | 1       | 1      | 2      |
| Pugilato    | 0   | 1       | 1      | 2      |
| Totale      | 1   | 7       | 10     | 18     |

### Medaglie
| Medaglia | Nome                | Sport              | Evento                 |
| -------- | ------------------- | ------------------ | ---------------------- |
| Oro      | Radik Isaev         | Taekwondo          | +80 kg maschile        |
| Argento  | Rüstəm Orucov       | Judo               | 73 kg maschile         |
| Argento  | Elmar Gasimov       | Judo               | 100 kg maschile        |
| Argento  | Marija Stadnik      | Lotta libera       | 48 kg femminile        |
| Argento  | Valentin Demyanenko | Canoa              | C1 200 metri maschile  |
| Argento  | Toğrul Əsgərov      | Lotta libera       | 65 kg maschile         |
| Argento  | Xetaq Qazyumov      | Lotta libera       | 97 kg maschile         |
| Argento  | Lorenzo Sotomayor   | Pugilato           | Pesi superleggeri      |
| Bronzo   | Sabah Şəriəti       | Lotta greco-romana | 130 kg                 |
| Bronzo   | Rəsul Çunayev       | Lotta greco-romana | 66 kg                  |
| Bronzo   | Inna Osypenko       | Kayak              | K1 200 metri femminile |
| Bronzo   | Patimat Abakarova   | Taekwondo          | 49 kg femminile        |
| Bronzo   | Kamran Şahsuvarlı   | Pugilato           | Pesi medi maschile     |
| Bronzo   | Natalya Sinişin     | Lotta libera       | 53 kg femminile        |
| Bronzo   | Milad Beigi         | Taekwondo          | 49 kg maschile         |
| Bronzo   | Hacı Əliyev         | Lotta libera       | 57 kg maschile         |
| Bronzo   | Cəbrayıl Həsənov    | Lotta libera       | 74 kg maschile         |
| Bronzo   | Şərif Şərifov       | Lotta libera       | 86 kg maschile         |

#### Per genere
| Genere | Oro | Argento | Bronzo | Totale |
| ------ | --- | ------- | ------ | ------ |
| Uomini | 1   | 6       | 7      | 14     |
| Donne  | 0   | 1       | 3      | 4      |